# Monastère de Varlaam
Pour les articles homonymes, voir Varlaam.
Le monastère de Varlaam (grec moderne : Ιερά Μονή Βαρλαάμ Mετέωρα) est un monastère chrétien orthodoxe, qui fait partie des monastères des Météores, situés en Grèce, dans la vallée du Pénée en Thessalie.
Varlaam est situé au-dessus d'une gorge impressionnante. La construction du couvent date de 1536. Son église achevée en 1544 est décorée de très belles fresques représentant le jugement dernier. Ces fresques ont été réalisées par Frango Catellano, peintre de Thèbes et un des maîtres de l'art post-byzantin.

## Histoire
Le monastère porte le nom d'un moine qui s'installa sur le piton rocheux au milieu du XIVe siècle et y bâtit une église et une cellule. Après lui, le site fut abandonné. En 1517, deux frères, Theophanes et Nektarios Apsarades, d'une famille puissante de Ioannina, réoccupèrent le site et y bâtirent le monastère actuel.